# Заклічево
Заклічево (пол. Zakliczewo) — село в Польщі, у гміні Шелькув Маковського повіту Мазовецького воєводства.
Населення — 286 осіб (2011).

## Демографія
Демографічна структура станом на 31 березня 2011 року:
|          | Загалом | Допрацездатний вік | Працездатний вік | Постпрацездатний вік |
| -------- | ------- | ------------------ | ---------------- | -------------------- |
| Чоловіки | 150     | 41                 | 96               | 13                   |
| Жінки    | 136     | 36                 | 62               | 38                   |
| Разом    | 286     | 77                 | 158              | 51                   |